# Mortoniella catarinensis
Mortoniella catarinensis is een schietmot uit de familie Glossosomatidae. De soort komt voor in het Neotropisch gebied.